# Howard Menger
Howard Menger (17 de febrero de 1922 – 25 de febrero de 2009) fue un estadounidense que afirmó haber tenido encuentros con extraterrestres a lo largo de su vida, sobre lo que escribió libros como From Outer Space To You y The High Bridge Incident. A fines de la década de 1950, Menger saltó a la fama como un contactado, carismático entre quienes creían en ovnis por sus detalladas supuestas charlas con venusinos "hermanos del espacio", al estilo de los de Adamski.
Posteriormente, Menger declaró en varios documentales que creía haber malinterpretado a los extraterrestres y su origen. Dijo que no vivían en Venus, sino que tenían bases en ese planeta o estaban allí ya sea explorándolo o de paso, nuevas afirmaciones sobre las que también escribió en uno de sus últimos libros.
Menger afirmó: "'Hace años, en un programa de televisión, cuando expresé por primera vez mi opinión de que las personas que conocí y con las que hablé en la nave podrían no ser extraterrestres, se pensó que me había retractado. Sin embargo, ellos [los extraterrestres] dijeron que acababan de llegar del planeta que llamamos Venus (o Marte). En mi opinión, estos viajeros espaciales quizás pasaron por otros planetas o los visitaron (como planeamos hacer nosotros), pero no eran nativos de esos planetas como nuestros astronautas no lo son de la luna.'"
También hay quienes sostienen que la memoria de Howard Menger, de George Adamski, de Buck Nelson y otros contactados, fue manipulada por extraterrestres malignos para que creyeran que había vida en Venus, que en realidad carece de ella y así se desacreditase el mensaje de los extraterrestres positivos.
Tras sus "experiencias", Menger comunicó tanto revelaciones religiosas como mensajes "prácticos".
Cuando aún era joven, Menger se mudó con sus padres a las colinas del condado de Hunterdon, en Nueva Jersey. Su primer supuesto contacto con un ser de otro planeta fue a la edad de diez años, en el bosque cercano a su natal High Bridge, también en Nueva Jersey.